# Imelda Chiappa
Imelda Chiappa (Sotto il Monte, 10 mei 1966) is een voormalig professioneel wielrenster uit Italië. Ze won in 1996 de zilveren medaille op de olympische wegwedstrijd.

## Erelijst
1985
- 3e in Eindklassement Tour de l'Aude Cycliste Féminin
- 2e in 7e etappe Grande Boucle Féminine Internationale

1987
- Ronde van het Maggioremeer
- 3e in Wereldkampioenschap, 50 km ploegentijdrit, Elite

1988
- 15e in Olympische Spelen, wegwedstrijd, Elite

1989
- 6e in Eindklassement Postgiro

1990
- 3e in Italiaanse kampioenschappen, wegwedstrijd, Elite

1991
- 2e in Eindklassement Vuelta Ciclista a Murcia

1993
- 1e in  Italiaanse kampioenschappen, wegwedstrijd, Elite
- 3e in Eindklassement Giro d'Italia Donne

1994
- 1e in  Italiaanse kampioenschappen, individuele tijdrit, Elite
- 1e in Giro del Trentino Alto Adige-Südtirol

1995
- 1e in  Italiaanse kampioenschappen, individuele tijdrit, Elite
- 1e in Giro della Toscana Int. Femminile

1996
- 2e in Italiaanse kampioenschappen, wegwedstrijd, Elite
- 2e in Italiaanse kampioenschappen, individuele tijdrit, Elite
- 1e in 3e etappe Giro d'Italia Donne
- 1e in 6e etappe Giro d'Italia Donne
- 1e in 10e etappe Giro d'Italia Donne
- 1e in Puntenklassement Giro d'Italia Donne
- 3e in Eindklassement Giro d'Italia Donne
- 2e in Olympische Spelen, wegwedstrijd, Elite
- 8e in Olympische Spelen, individuele tijdrit, Elite

1997
- 1e in Eindklassement Giro della Toscana Int. Femminile
- 1e in  Italiaanse kampioenschappen, wegwedstrijd, Elite
- 5e in Eindklassement Giro d'Italia Donne

1998
- 3e in Chrono Champenois - Trophée Européen
- 1e in  Italiaanse kampioenschappen, individuele tijdrit, Elite